# Landwind Rongyao
La  Landwind Rongyao (in cinese 荣 曜) è un'autovettura prodotta dalla casa automobilistica cinese Landwind dal 2019.

## Descrizione
Chiamata con la sigla E315 o Yao durante la fase di sviluppo, la Rongyao che ha debuttato durante lo salone di Shanghai 2019.
Progettata da Giorgetto e Fabrizio Giugiaro della GFG Style, la Rongyao è un crossover SUV di medie dimensioni che si pone sopra la Landwind Xiaoyao e va a sostituire la Landwind X7.
La vettura è equipaggiata con un motore turbo a quattro cilindri in linea da 1,5 litri abbinato a un cambio manuale a 6 marce o a un cambio a doppia frizione a 7 marce.